# Rigor Mortis (pel·lícula)
Rigor Mortis  (殭屍, Geung see) és una pel·lícula de terror de Hong Kong del 2013 dirigida per Juno Mak i produïda per Takashi Shimizu. La pel·lícula és un homenatge a la sèrie de pel·lícules Mr. Vampire. Molts dels antics repartiments apareixen en aquesta pel·lícula: Chin Siu-ho, Anthony Chan, Billy Lau i Richard Ng. A més, Chung Fat, que va protagonitzar Encounters of the Spooky Kind, també hi apareix.

## Argument
L'actor Chin Siu-ho, antiga estrella de Mr. Vampire, se suïcida després que la seva dona i el seu fill petit el deixin. S'instal·la a un edifici d'apartaments en ruïnes i es penja. Les seves lluites criden l'atenció dels fantasmes bessons que persegueixen l'apartament i posseeixen el seu cos. Yau, un veí, irromp a l'habitació, talla el llaç i expulsa els esperits del cos de Chin. Més tard, Chin visita el restaurant d'en Yau, i Yau explica que la seva família són caçadors de jiangshi (vampirs), però que s'ha cansat i en lloc d'això s'ha posat a cuinar, especialment l'arròs glutinós que s'utilitza contra els vampirs.
En un altre lloc de l'edifici d'apartaments, un home gran anomenat oncle Tung cau per una escala després de trobar-se amb un fantasma i mor. La seva dona Meiyi demana a Gau, un maga que viu a l'edifici, que ressusciti Tung. Gau realitza un ritual sobre el cadàver desfigurat i explica que Tung reviurà després de diversos dies. Gau li indica a Meiyi que no tregui la màscara que ha posat a la cara de Tung.
Chin coneix Yang Feng, una mare soltera traumatitzada, i el seu fill, Pak. Chin s'assabenta pel guàrdia de seguretat de l'apartament, l'oncle Yin, que Yang i Pak vivien anteriorment a la unitat que ara ocupa, i que els fantasmes bessons que persegueixen l'apartament eren estudiants que hi havia tutoritzats pel marit d'en Yang. El marit va violar un dels bessons i després va ser apunyalat per l'altra, que ella mateixa va rebre ferides mortals en la baralla. La bessona que queda, esgotada, passa fam. Aquests fantasmes van fer que Yang fugís de l'apartament. Chin decideix desterrar els fantasmes perquè Yang i Pak puguin viure amb ell.
Després que Yau es negui a ajudar, Chin torna a la seva habitació, i és emboscat per Gau, que realitza un ritual amb ell que convoca els bessons. Posseeixen Chin de nou i ataquen a Gau. Yau entra precipitadament, i junts, Gau i Yau exorcitzen els fantasmes de Chin, lligant-los a un armari. En Yau li ordena a Gau que cremi el gabinet: Gau ho promet, però en lloc d'això el guarda en secret.
Meiyi, frustrada perquè el seu marit Tung encara no ha ressuscitat, demana més ajuda a Gau. Gau admet que la sang de la verge podria accelerar el procés de resurrecció. L'oncle Yin, investigant l'absència de Tung, interromp la seva discussió, ja que sospita del coneixement de la màgia negra de Gau. Quan li pregunta a Gau sobre Tung, la Meiyi mata a Yin amb una olla. Més tard, el jove Pak visita Meiyi sol. La Meiyi dubta només breument abans de tancar el virginal Pak al bany amb el monstruós cadàver de Tung. En contra de les instruccions de Gau, la Meiyi ha tret la màscara de protecció de la cara de Tung. Tung ressuscita i assassina horriblement el nen mentre la Meiyi escolta, les llàgrimes cauen pel seu rostre.
Al sentir un poderós mal, un artefacte de caça de vampirs a la paret de Yau comença a reaccionar. Yau corre cap a l'apartament de Gau. Troba a Gau ferit de mort, salvat pel ressuscitat Tung. Gau confessa que Tung s'ha convertit en un jiangshi i perseguirà el complex d'apartaments. A més, Gau va ser el responsable de la mort original de Tung, després d'haver-lo llençat per sobre dels riells després que resultés que Tung havia sobreviscut a la caiguda inicial. Gau explica que està malalt terminal i que havia planejat lligar les ànimes dels fantasmes bessons al cos sense ànima de Tung per obtenir poder i allargar la seva pròpia vida. En treure la màscara d'en Tung, la Meiyi ha deixat que el jiangshi es mogués. Yau alerta a Chin, que s'afanya a trobar en Yang.
Yang, buscant el seu fill desaparegut Pak, sense voler-ho obre l'armari que conté els bessons fantasmes. Invisibles, escapen. Yang es troba amb Pak, que per a la seva consternació ara és un fantasma. Enfurismada, rastreja el jiangshi i intenta destruir-lo amb una maça improvisada, però és severament superada i finalment la mata. Chin arriba segons després i incendia el jiangshi amb un còctel molotov; mentre això sembla danyar-lo poc, en la lluita següent, el jiangshi s'estavella contra una botiga d'arròs i queda immobilitzat. Tanmateix, els fantasmes bessons apareixen i posseeixen amb ànsia el cadàver de Tung. Ressuscitat, el poderós jiangshi amb infusió de fantasmes empala fàcilment a Chin per l'estómac amb un pal i el deixa per mort.
Chin, terriblement ferit, és trobat per Yau mentre es prepara per lluitar contra el jiangshi. Yau utilitza un encanteri per aturar l'hemorràgia de Chin. Chin insisteix a ajudar, tot i que en Yau li adverteix que morirà. Utilitzant eines de caça de vampirs, Yau posa una trampa que uneix temporalment a Tung a aquest lloc, permetent a Chin lluitar contra ell. Yau utilitza les seves eines per afeblir en Tung, però Chin no pot guanyar la mà abans que caduqui la trampa. Yau veu que ara és l'alba i arrossega els enredats Chin i Tung per una finestra, on cauen al pati. La llum solar immediatament comença a cremar el vampir i els esperits bessons són forçats a sortir. A mesura que Tung s'enfonsa en cendra, la seva humanitat torna breument quan veu com la Meiyi talla la seva pròpia gola. Chin i Yau s'enfonsen per l'esgotament.
A la seqüència final, el públic s'assabenta que Chin va tenir èxit en suïcidar-se, i que els esdeveniments que narra la pel·lícula van ser creats per la ment moribunda de Chin en el procés que va conduir al rigor mortis. En realitat, els personatges de la pel·lícula són persones que va passar de camí al seu apartament: Yang i Pak són veïns simpàtics, Meiyi és una vídua admirant una foto d'un Tung difunt, i Yau és un veí que s'apressa massa tard per salvar el penjat. A la morgue, el fill adult de Chin identifica el cos per al metge forense, el Dr. Gau.

## Repartiment
- Chin Siu-ho com a Chin Siu-ho
- Anthony Chan com a Yau
- Kara Wai com a Yang Feng
- Chung Fat com el bruixot Gau
- Lo Hoi-pang com a conserge l'oncle Yin o l'avi
- Richard Ng com a oncle Tung
- Paw Hee-ching com a tia Meiyi
- Morris Ho com a Pak
- Billy Lau com a cuinera

## Alliberament
Rigor Mortis es va estrenar al Festival de Cinema de Venècia.

## Recepció
Rotten Tomatoes, un agregador de ressenyes, informa que el 68% dels 22 crítics enquestats van donar a la pel·lícula una crítica positiva; la valoració mitjana va ser de 6,02/10. Metacritic l'ha puntuat 53/100 basant-se en 8 ressenyes. Clarence Tsui de The Hollywood Reporter la va anomenar "un recauxutat fastuós i dur i la reinvenció de les pel·lícules de terror japoneses i de Hong Kong, salvats de la inhumanitat clínica pel seu veterà repartiment." Justin Chang de Variety el va descriure com un "exercici de terror de Hong Kong cridaner, incoherent i pràcticament lliure de por". Daniel M. Gold de The New York Times ' la va anomenar una "pel·lícula implacablement esgarrifosa" que utilitza menys comèdia que Mr. Vampire. Martin Tsai de Los Angeles Times va escriure: "La pel·lícula ofereix una successió d'escenografies potents i hiperestilitzades sense establir mai cap mena de lògica interna."